# Loreux
Loreux – miejscowość i gmina we Francji, w Regionie Centralnym, w departamencie Loir-et-Cher.
Według danych na rok 1990 gminę zamieszkiwało 265 osób, a gęstość zaludnienia wynosiła 9 osób/km² (wśród 1842 gmin Centre, Loreux plasuje się na 876. miejscu pod względem liczby ludności, natomiast pod względem powierzchni na miejscu 352.).